# European Gymnastics
European Gymnastics är det europeiska idrottsförbundet för gymnastik. Högkvarteret finns i Lausanne i kantonen Vaud i Schweiz. Förbundet bildades 1982 som European Union of Gymnastics (EUG) (franska: Union Européenne de Gymnastique) men bytte den 1 april 2020 namn till European Gymnastics.

## Tävlingar
European Gymnastics anordnar EM i gymnastik i följande gymnastikgrenar.

### Nuvarande
| Gren                 | Tävling                                             | Första upplaga | Frekvens                 |
| -------------------- | --------------------------------------------------- | -------------- | ------------------------ |
| Artistisk gymnastik  | Europamästerskapen i artistisk gymnastik för herrar | 1955           | Årligen                  |
| Artistisk gymnastik  | Europamästerskapen i artistisk gymnastik för damer  | 1957           | Årligen                  |
| Trampolin            | Europamästerskapen i trampolin                      | 1969           | Vartannat år (jämna år)  |
| Rytmisk gymnastik    | Europamästerskapen i rytmisk gymnastik              | 1978           | Årligen                  |
| Akrobatisk gymnastik | Europamästerskapen i akrobatisk gymnastik           | 1978           | Vartannat år (ojämna år) |
| Truppgymnastik       | Europamästerskapen i truppgymnastik                 | 1996           | Vartannat år (jämna år)  |
| Aerobisk gymnastik   | Europamästerskapen i aerobisk gymnastik             | 1999           | Vartannat år (ojämna år) |

### Nedlagda
| Gren                                      | Tävling                           | Första upplaga | Sista upplaga |
| ----------------------------------------- | --------------------------------- | -------------- | ------------- |
| Artistisk gymnastik                       | Europacupen i artistisk gymnastik | 1988           | 1995          |
| Rytmisk gymnastik                         | Europacupen i rytmisk gymnastik   | 1989           | 1995          |
| Artistisk gymnastik och rytmisk gymnastik | Europamästerskapen i laggymnastik | 1997           | 2003          |